# Karchevan
Karchevan es una localidad del raión de Meghri, en la provincia de Syunik, Armenia, con una población censada en octubre de 2011 de 301 habitantes. 
Se encuentra ubicada al sur de la provincia, a poca distancia del río Aras —el principal afluente del río Kurá, y que forma la frontera con Irán— y de la República autónoma de Najichevan (Azerbaiyán).